# Camp de Montreuil-sur-mer

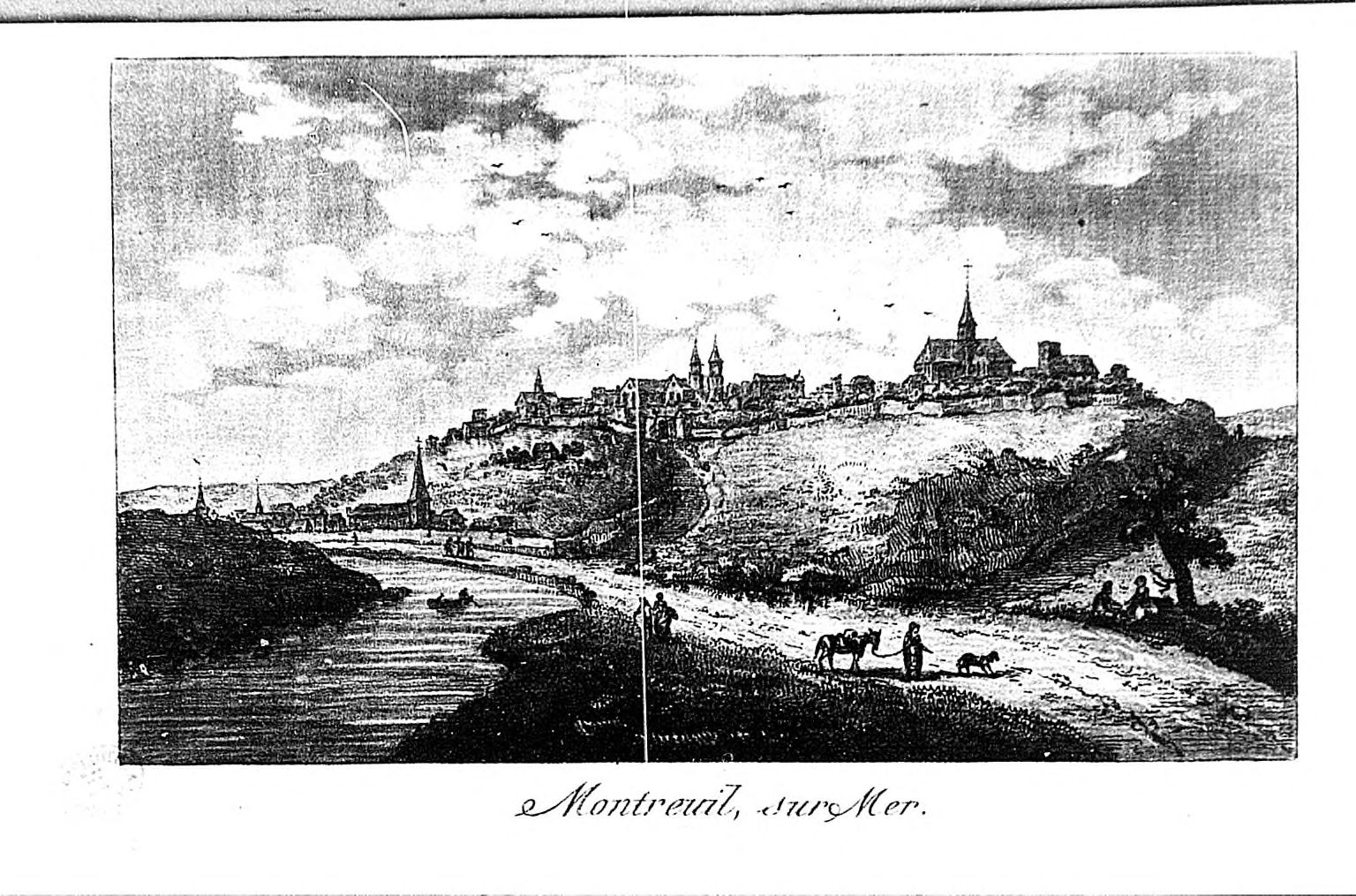
Montreuil-sur-mer el 1792

El Camp de Montreuil-sur-Mer fou un campament militar dels exèrcits napoleònics del Primer Imperi Francès establert el 1803 a la ciutat de Montreuil-sur-Mer.
El camp es va destinar a preparar el desembarcament d'Anglaterra, principalment destinat als regiments d'infanteria de línia que, amb els camps de Saint-Omer i Bruges, sumaren quaranta batallons. Formaven una part essencial de l'Exèrcit de la costa oceànica constituït el 1804 i que havia de constituir la Grande Armée.
El mariscal Michel Ney en fou comandant en cap.